# Rehderklematis
Rehderklematis (Clematis rehderiana) är en art i familjen ranunkelväxter från Nepal och västra Kina. Växer i sluttningar, buskage och längs strömmande vatten. 2000-500 m över havet. Kan odlas som trädgårdsväxt i varmare delar av Sverige.
Är en starkväxande klättrande buske som kan bli 3-5 meter lång. Grenarna är grunt 5-8-fårade, sparsamt håriga. Bladen har tydliga nerver och är vanligen upprepat parbladiga, men ibland parbladiga. Delbladen är ovala till något femkantiga, treflikiga eller delade (2-)3,5-7 × (1,6-)3-5,8 cm, pappersaktiga, basen är hjärtlik eller tvär, kanterna tandade och spetsen utdragen. Blommorna kommer i skaftade knippen med fyra eller fler blommor i varje. Högbladen är ovala till rombiska, ofta flikiga. De doftande blommorna blir 1,4-1,8 cm i diameter och är klocklika. Hyllebladen är fyra, gulaktiga till halmgula, tätt luddiga på utsidan. Frukten består av flera plymförsedda nötter.
Blommar i Sveriga från slutet av juli till senhösten.
Rehderklematis är lik  persiljeklematis (C. aethusifolia), men den senare och djupt flikiga, något krusiga delblad och 1-5 blommor per knippe.

## Odling
Rehderklematis kan odlas mot spaljé eller friväxande i större buskar eller små träd. Jorden bör vara fuktighetshållande och får inte torka ut för mycket. Den bör placeras i ett soligt eller halvskuggigt läge, men blomdoften blir starkast i sol. Den är troligtvis härdig i zon I-III.

## Synonymer
Clematis nutans var. thyrsoidea Rehder & E. H. Wilson
Clematis veitchiana Craib.